# Понтон (в автомобилестроении)

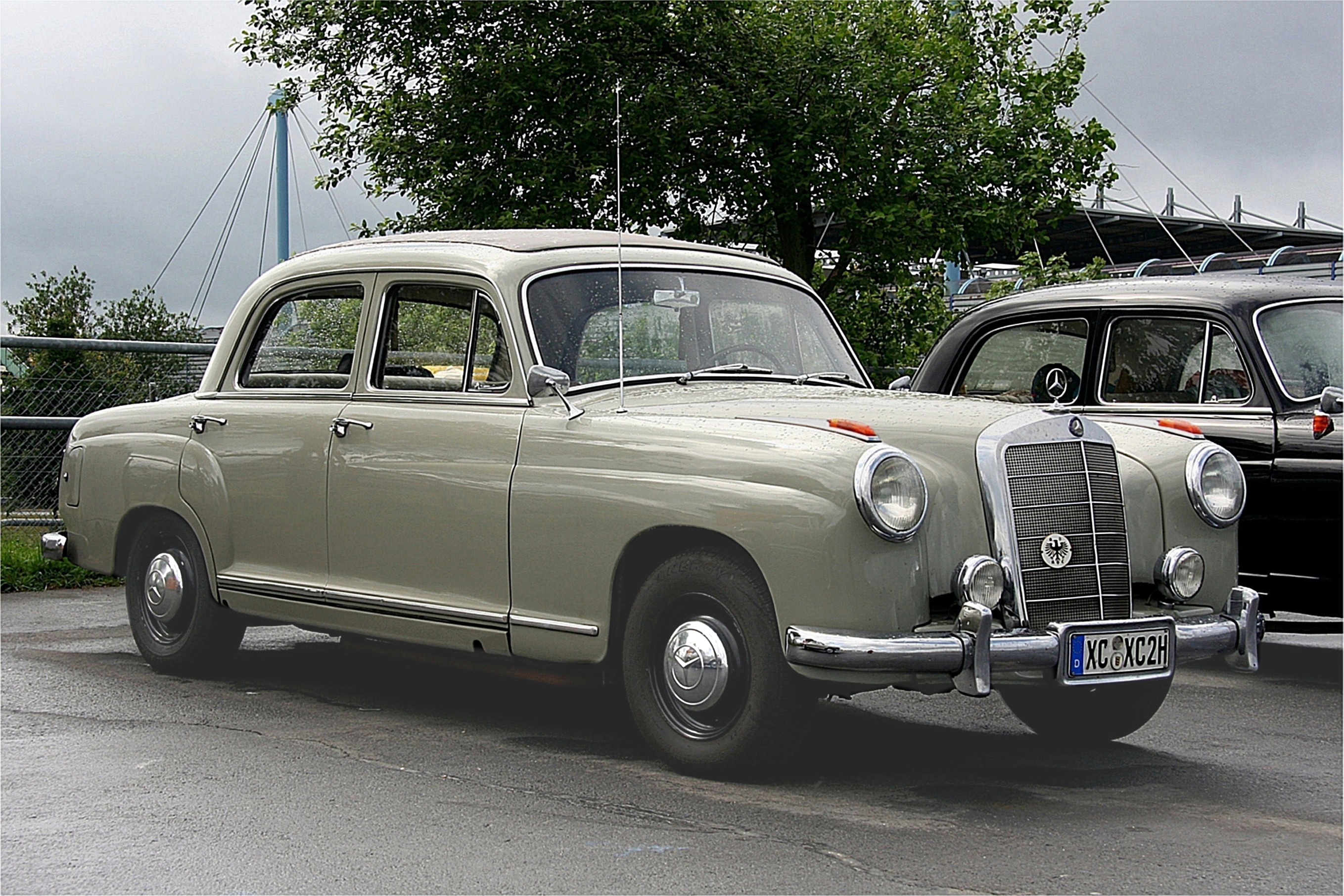
Mercedes-Benz 180 Ponton

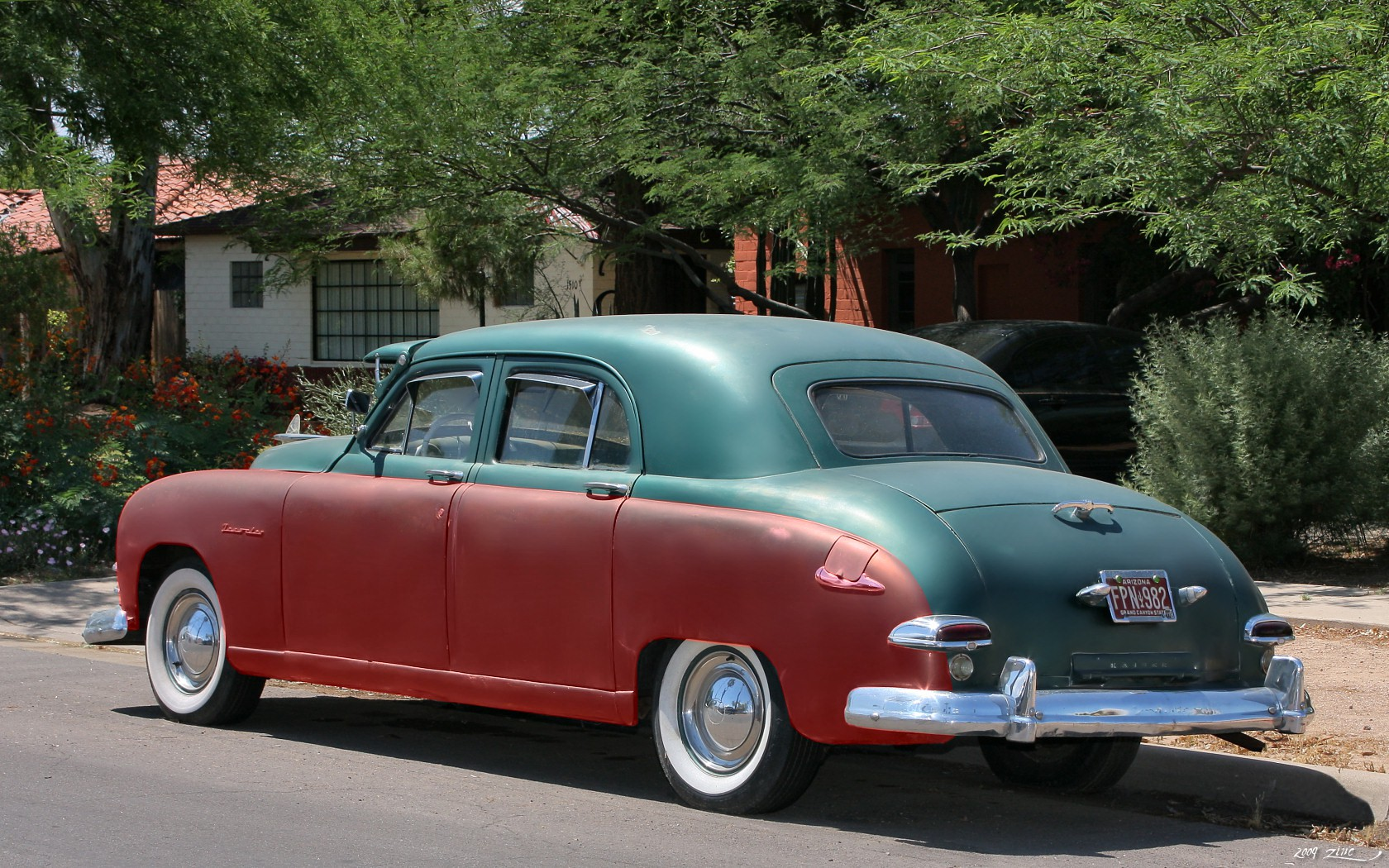
Kaiser модели 1947–49 годов: «понтон» выделен красным

Понтон (от нем. Ponton) — элемент дизайна, характерный для многих автомобилей 1940-х—1950-х годов, образованный слившимися передними и задними крыльями с единой верхней линией.
Иногда (особенно — в неофициальном названии ряда моделей легковых «Мерседесов» выпуска 1953-62 гг., выполненных в таком стиле — Mercedes-Benz в кузовах W120, W121, W105, W128, W180 «Ponton») — сам кузов автомобиля со слившимися передними и задними крыльями.
Это название происходит из немецкого языка. Оно, возможно, было вызвано внешним сходством таких автомобилей с немецкими танками времён Второй мировой войны с навешенными по бокам корпуса бронеэкранами, которые у танкистов получили прозвище «Ponton», так как отдалённо напоминали настоящие понтоны.
Линия понтона — верхняя линия крыльев на таких автомобилях.
В 1950-е годы линию понтона часто стали объединять с поясной линией, например, на том же Mercedes-Benz «Ponton».
В Северной Америке значение этого термина в автомобильном контексте совершенно отлично от общепринятого, и «Pontoon Fenders» там обычно называют отдельные крылья некоторых довоенных автомобилей, задняя часть которых не прилегала к кузову, как обычно, а была выполнена заострённой каплевидной или в виде симметричного округлого тела.

## История
Форма кузова автомобиля складывалась постепенно, под влиянием множества факторов.
Первые автомобили имели кузова каретного типа, угловатые, с отдельными крыльями в виде грязевых щитков над колёсами и широким салоном, никак композиционно не увязанным с узким объёмом прикрывающего двигатель капота, выступающим впереди кузова на манер ящика. Ширина салона у них была одинаковой по всей его длине, что позволяло с комфортом разместить водителя и пассажиров.
В 1920-х годах рост требований к эстетическим качествам автомобиля привёл к появлению плавного перехода от узкого капота к салону, при этом внутреннее пространство салона от центральной стойки кузова вперёд значительно сужалось, достигая минимума в районе ниши для ног водителя и переднего пассажира. Из-за этого даже в крупных автомобилях на переднем сиденье удавалось размещать не более двух человек. Однако публика настолько привыкла к такой нерациональной с точки зрения использования внутреннего пространства форме кузова, что любые попытки отхода от неё вызывали сопротивление. Так, выведенная на рынок в 1934 году линейка моделей Airflow американской фирмы Chrysler, у которых при сохранении выступающих за габариты кузова отдельных передних крыльев маска радиатора, капот, внутренние части крыльев и обтекатели фар были объединены в общий объём, за счёт чего удалось продвинуть салон вперёд и в значительной степени увеличить его ширину в районе лобового стекла и ниши для ног, из-за своего дизайна оказалась непопулярна у покупателей. Фирме пришлось изменить их внешность на более традиционную, заменив плоскую переднюю панель с утопленными в неё фарами на выпуклую имитацию отдельной маски радиатора, а впоследствии даже прекратить производство автомобилей с таким кузовом и на моделях 1938 года вернуться к его традиционной форме с длинным, узким и высоким капотом, отдельными обтекателями фар. Большего успеха добились производители, двигавшиеся к аналогичным решениям постепенно, без радикальной ломки сложившейся стилистической парадигмы.

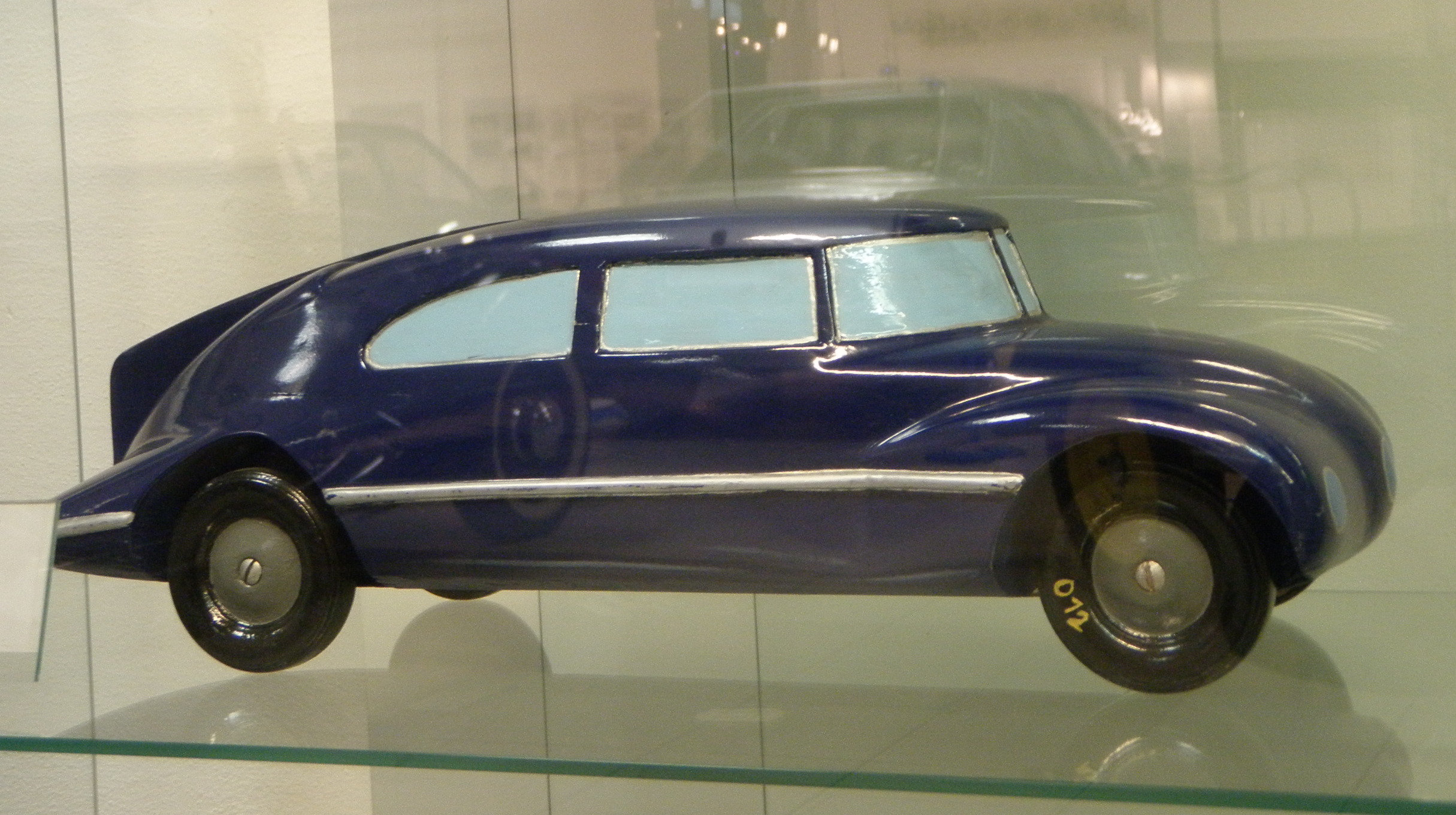
Рис. 1. Один из поздних проектов Пауля Ярая. 1933 год.

Между тем, идея автомобиля без выступающих крыльев и с более рациональной компоновкой кузова возникла очень рано. Одним из первых её реализовал венгерский конструктор Пауль Ярай в начале 1920-х годов. Однако его автомобиль также не был принят публикой.
Также можно отметить такие ранние модели с «бескрылыми» кузовами, как Hanomag Typ P «Kommissbrot» (Германия, 1925) или Stout Scarab (США, 1935), существовавшей в виде прототипа Škoda 935 Dynamic (Чехословакия, 1935) некоторые автомобили штучного изготовления французской марки «Вуазен», такие, как Voisin C28 Aerosport 1936 года. Однако в те годы эти модели не положили начала сколь бы то ни было массовой тенденции в автомобильном дизайне.
У представительских моделей чешской фирмы Tatra — «Татра T77» и «T87» — задние крылья были полностью утоплены в боковины кузова. Но передние крылья продолжали выступать за его пределы. Настоящие автомобили в понтонном стиле марки «Татра» появились только после Второй мировой войны.

Автомобиль Pierce-Arrow Silver Arrow 1933 года имел гладкую, по сути — понтонную боковину, из которой выступали лишь задние крылья, и то незначительно, но выпущен был в пяти экземплярах.
Автомобиль Stout Scarab (США, 1935) имел гладкую боковину без выступающих крыльев и выпускался малой серией. Однако размеры и однообъёмная компоновка позволяют его отнести скорее к классу автобусов, а для них такое решение и в те годы не было уникальным (в частности, можно упомянуть советский НАТИ-ЗИС 1935 года).

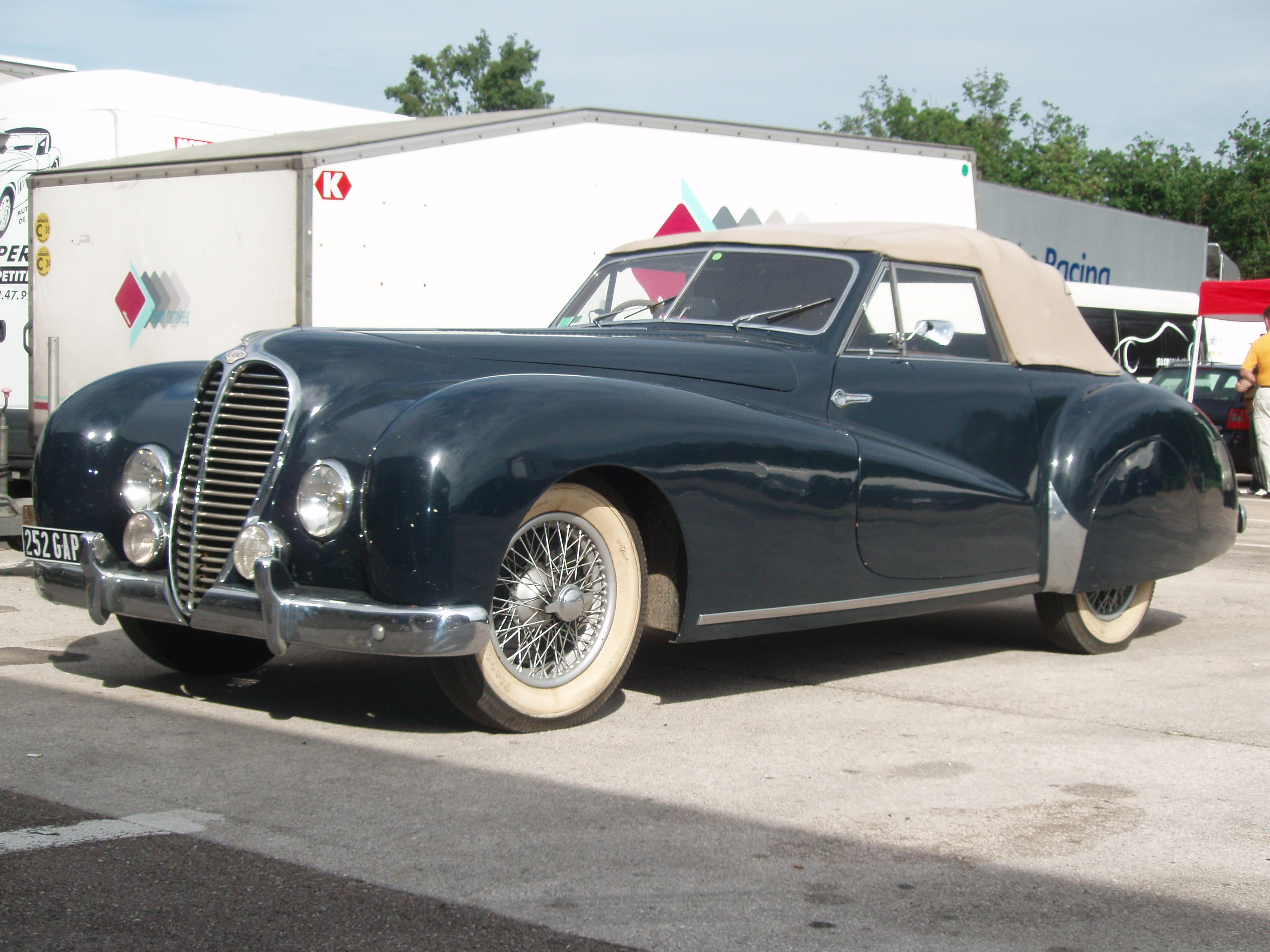
Рис. 2а. Delahaye type 135 с кузовом от ателье Pourtout, типичный пример стилистики «сквозного крыла».

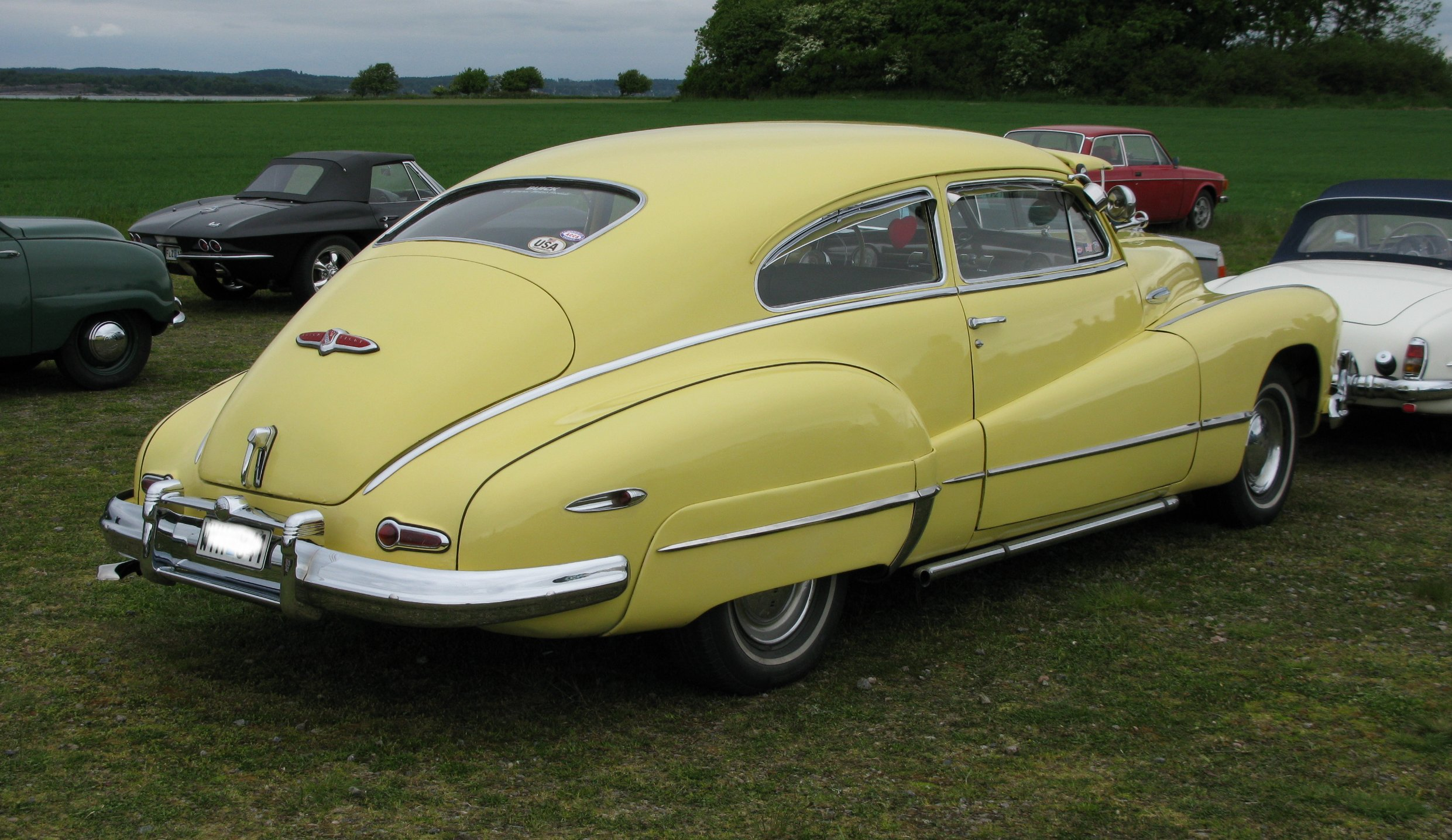
Рис. 2б. Buick Super Eight модели 1947 года в стиле «сквозного крыла», кузов аналогичен последним довоенным моделям Buick.

Следует отметить и так называемое «сквозное крыло» — приём, появившийся на некоторых дорогих штучных автомобилях тридцатых годов, выпускавшихся кузовными ателье. Это были преимущественно дорогие модели спортивного типа, либо выпущенные очень малой серией, либо изготовлявшиеся по индивидуальному заказу. Передние крылья у них были очень длинными и имели продолжения в виде выштамповок на наружных панелях дверей; иногда образованные этими выштамповками объёмы доходили до задних крыльев, но при этом передние и задние крылья всё же сохраняли отдельные образующие кривые и представляли собой связанные друг с другом, но всё ещё независимые объёмы. Их конструкторы не стремились к улучшению компоновки автомобиля, а лишь пытались придать ему более привлекательную и визуально обтекаемую форму, поэтому с точки зрения эффективности использования внутреннего пространства никаких преимуществ перед обычным для тех лет типом кузова они не имели — продлённые назад передние крылья сказывались лишь на небывалой толщине их боковых дверей (рис. 2а).
Ряд таких автомобилей производился в Германии, например, некоторые варианты BMW 328 или послевоенные BMW 501 и BMW 502. В США в последние предвоенные годы также выпустили определённое количество серийных автомобилей с такими кузовами, причём по своим компоновочным решениям они были уже достаточно близки к настоящим «понтонным» кузовам (рис. 2б) . После войны этот приём стал популярен у британских автомобильных дизайнеров.
С формальной точки зрения, не имел выступающих за габарит кузова крыльев армейский ГАЗ-64 (1941 год). Однако его кузов имел упрощённую конструкцию и был весьма далёк от образцов массового гражданского автомобилестроения.
Так или иначе, первые более-менее массовые образцы автомобилей понтонной стилистики появились лишь после Второй мировой войны. Вопрос о приоритете в этой области является спорным до сих пор.

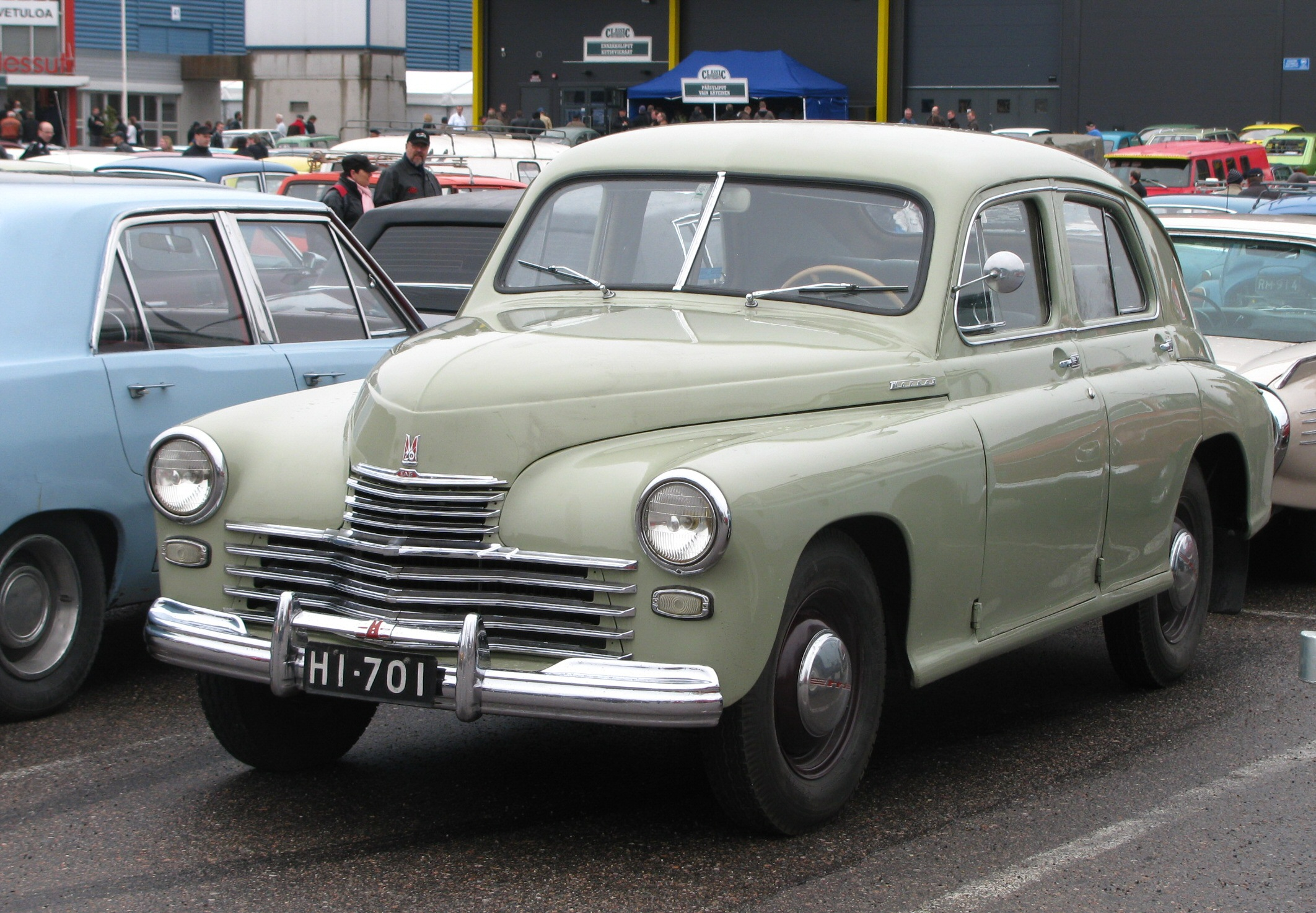
Рис. 3. «Победа» (1946) — классический вариант «понтона»

В СССР принято[кем?] считать первым серийным автомобилем без выступающих крыльев «Победу» ГАЗ-М-20 (рис. 3, проект 1944 года, в производстве с 28 июня 1946).

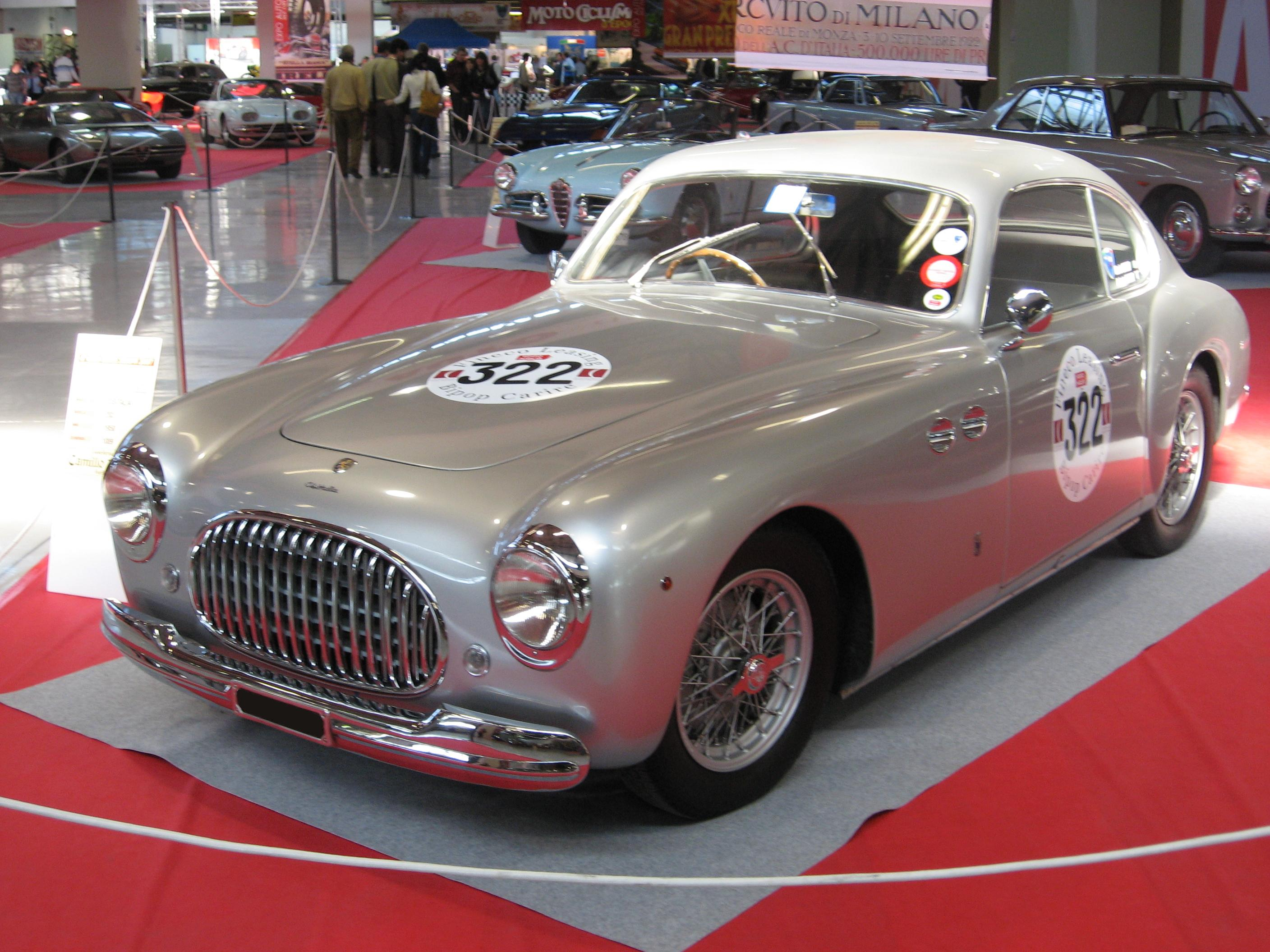
Рис. 4. Cisitalia 220 (1946).

За границей «Победа» малоизвестна, а прообразом этого типа автомобилей нередко считают мелкосерийное итальянское спорткупе «Чизиталия 220» («Cisitalia 220», рис. 4) от ателье Pininfarina (публике представлена в 1946, в производстве с 1947 по 1952 год, выпущено 170 экземпляров). Упоминается, что первые эскизы подобного кузова, сделанные Фариной-Младшим, относятся к 1937 году, в то время как первые наброски «Победы» художник В. Бродский сделал лишь в 1938. Между тем, весьма ограниченные масштабы выпуска не позволяют рассматривать «Чизиталию» в качестве серийного автомобиля массового производства, а штучные и малосерийные «понтонные» автомобили похожего дизайна были известны ещё до войны.

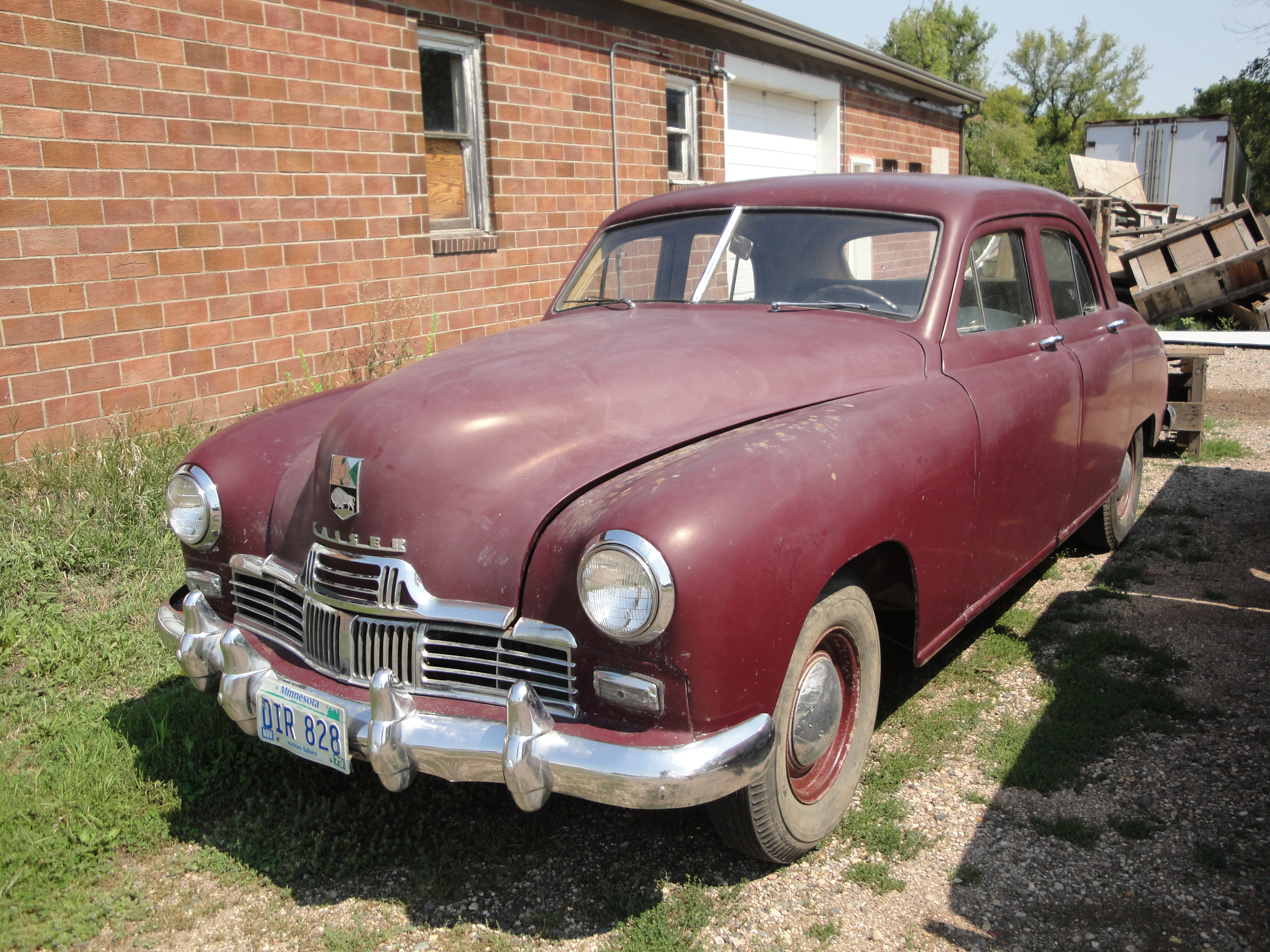
Рис. 5. Kaiser Custom, пошедший в серию практически одновременно с «Победой» в 1946 году.

В США первыми автомобилями в понтонном стиле обычно считают Kaiser Custom и Special (рис.5), находившиеся в производстве с 29 мая 1946 календарного года как модели 1947 модельного года.
Также к первым серийным автомобилям в такой стилистике относятся чешский Tatraplan / Tatra 600 (1947), британский Standard Vanguard Phase I (1947), американский Studebaker Champion (1947), и некоторые другие модели.
Во второй половине 1940-х годов идея «бескрылого» кузова быстро распространяется по всему миру.

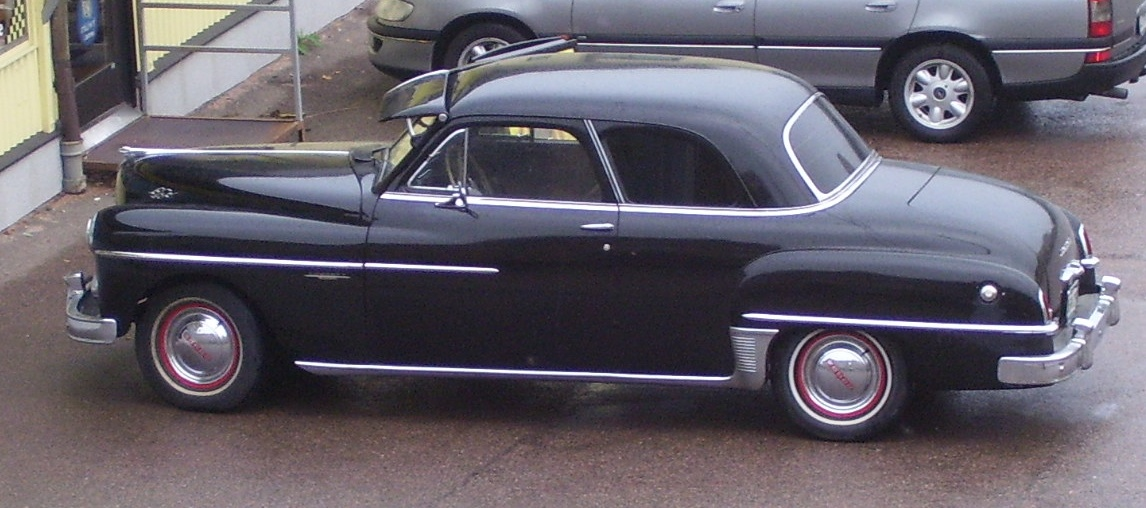
Рис. 6. 1950 Dodge Coronet — пример «переходного» типа в американском стиле. Консервативный кузов этой модели по пропорциям и конструкции мало отличался от довоенных образцов, отличаясь от них в первую очередь косметическими изменениями — вроде наполовину «утопленных» и «размазанных» по боковине передних крыльев.

В США, где ещё до Второй мировой войны производители массовых автомобилей ближе всех подошли к идее понтонного кузова (см. выше), у некоторых фирм вырабатывается свой, фактически переходный от допонтонного к понтонному, тип кузова. Передние крылья у таких автомобилей были наполовину утоплены в кузов и практически аналогичны понтонной схеме, но сохранялись отдельные визуальные объёмы задних крыльев (рис. 6). Этот стиль просуществовал до начала 1950-х годов, будучи по сути глубоко модернизированным вариантом допонтонного кузова с выступающими крыльями.

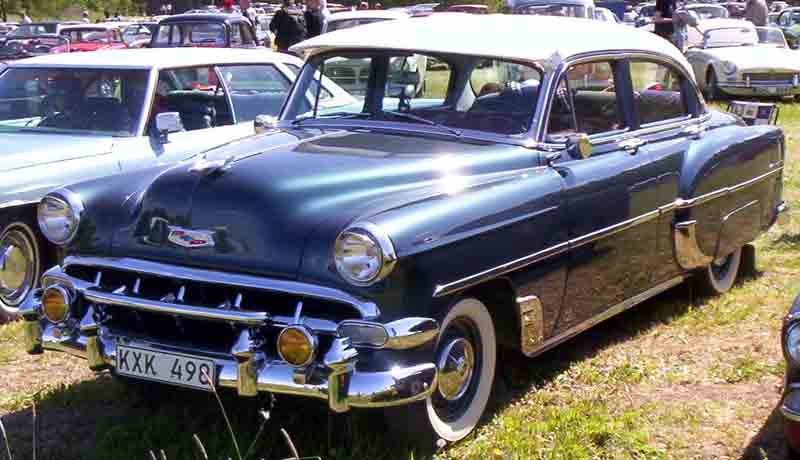
Рис. 7. «Понтон», приближённый к поясной линии («Шевроле», США, 1954 год).

Более распространён, впрочем, был иной подход. Многие американские автомобили тех лет, например, Chevrolet моделей 1949-54 годов (рис. 7), объединяли «настоящий» понтон с декоративными выштамповками, имитирующими выступающие задние крылья.
Тот же принцип был использован на отечественном «ЗИМ»-е ГАЗ-12 (1949, рис. 8) и ряде европейских автомобилей.
«Рудименты» задних крыльев позволяли визуально «разбить» монотонную боковину длинного кузова с гладкой боковиной, сделав его более привлекательным внешне, а также сделать кузов шире в районе заднего дивана.

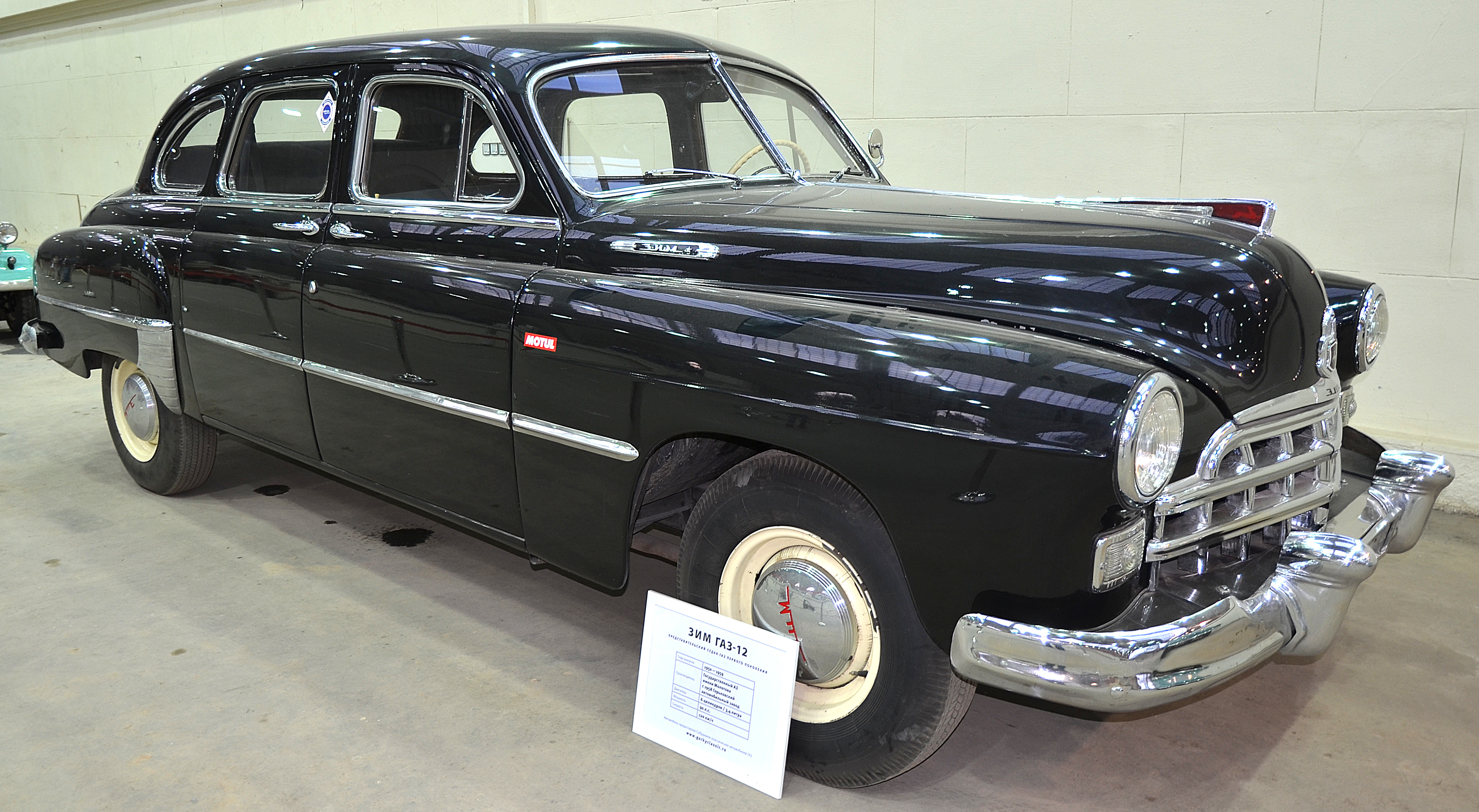
Рис. 8. Боковина «ЗИМ»-а ГАЗ-12 объединяла понтон с выштамповкой, имитирующей выступающие задние крылья.

Существовали в США и «обычные» понтоны с гладкой боковиной, например, Hudson моделей 1948—1954 годов, ранние автомобили фирмы Kaiser-Frazer (рис. 5), Packard 1948—1950 годов, некоторые модели Nash. Однако этот тип получил там значительно меньшее распространение благодаря наличию технологической возможности выпускать более сложные и дорогие в производстве, но привлекательно выглядящие кузова с выштамповками-имитациями задних крыльев.

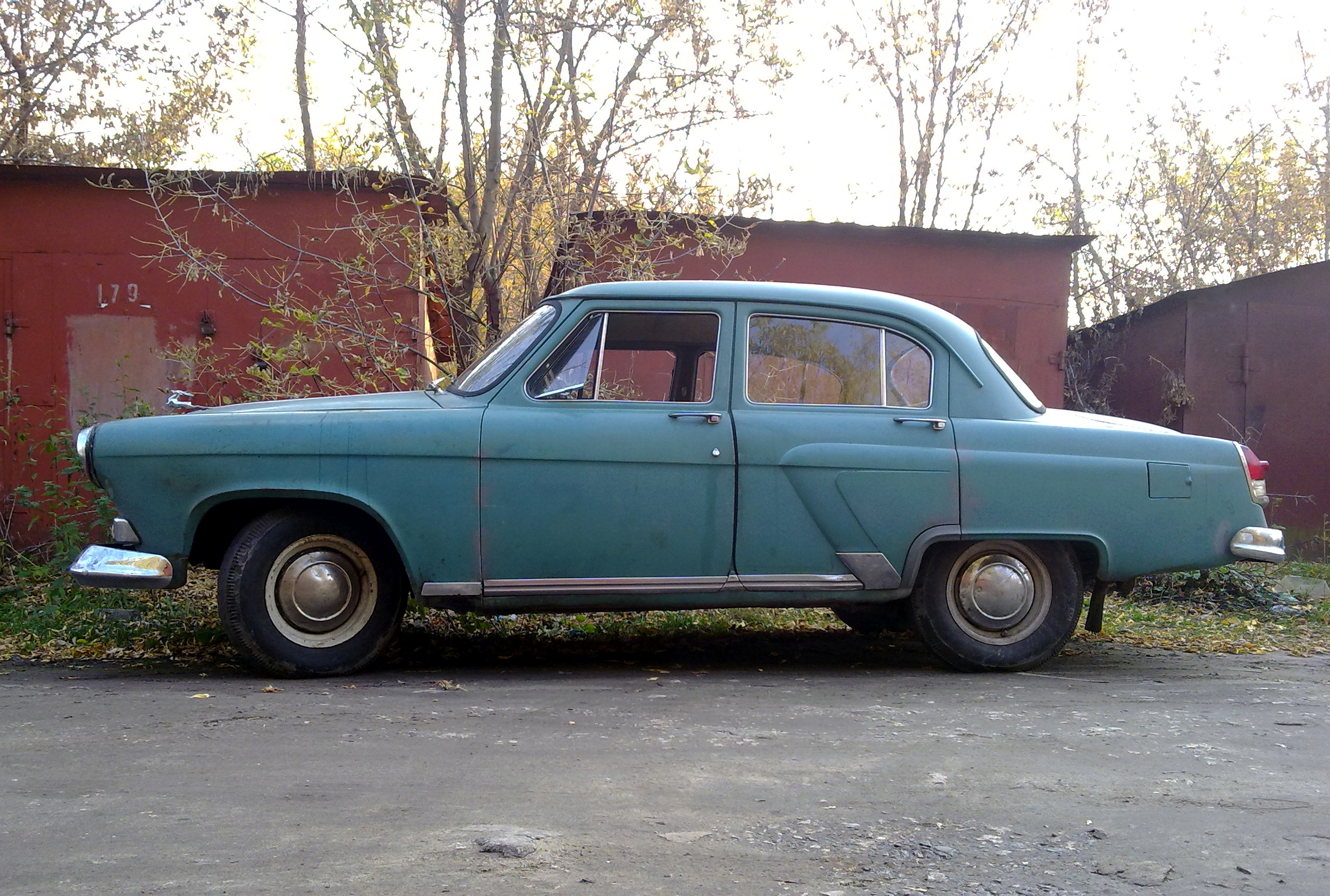
Рис. 9. ГАЗ-21 — верхняя линия «понтона» объединена с поясной линией (разработана в 1953-54 годах).

В начале 1950-х годов происходит трансформация сложившегося типа понтонного кузова — верхняя линия понтона несколько поднимается вверх, а нижняя линия остекления (поясная линия) опускается, в результате чего появляется кузов, у которого верхняя линия крыльев либо объединена с поясной (рис. 9), либо очень к ней близка (рис. 7). Это позволило улучшить визуальные пропорции и внешний вид кузова, а также увеличить площадь остекления, сделать салон более светлым и улучшить обзор с места водителя.
Получившаяся в результате объединения верхней линии понтона с поясной линией форма кузова, разделённого на широкое основание и более узкую остеклённую надстройку (на жаргоне автомобильных дизайнеров — «теплицу»), до сих пор доминирует в массовом автомобилестроении. В 1950-е годы кузов понтонного типа с единой поясной линией стал нормой для большинства автомобилей.
Сам термин «понтон» впоследствии вышел из употребления как обозначение данного типа кузова, так как исчезло противопоставление между кузовами с выступающими крыльями и без них из-за практически полного исчезновения первых из практики массового автомобилестроения. В этом смысле, все современные автомобили (за редкими исключениями, вроде Chrysler PT Cruiser) — «понтоны», хотя в этом значении данный термин уже давно не употребляется, применяясь лишь к автомобилям определённой исторической эпохи.

## Преимущества
Понтонный стайлинг имел ряд важных преимуществ перед раздельными крыльями:
- Более современный и динамичный внешний вид;
- Более рациональное использование ширины кузова, возможность значительно расширить салон без увеличения общей ширины машины;
- Повышает прочность и жёсткость кузова;[1]
- Улучшает аэродинамические качества автомобиля;[1]
- Уменьшает пылеобразование и упрощает мойку кузова.